# Thunder (Jessie J)
Thunder è un singolo della cantante britannica Jessie J, il terzo estratto dal secondo album in studio Alive, pubblicato l'8 dicembre 2013.

## Descrizione
Thunder è stato scritto dalla cantante stessa, Mikkel S. Eriksen, Tor Erik Hermansen, Claude Kelly e Benny Blanco. È stato prodotto da Eriksen e Hermansen, accreditato sotto il loro nome di produzione StarGate, insieme a Blanco. La voce di Jessie è stata registrata da Chris Sclafani, Joel Peters, e Justin Pancionendon, con Mark Exit Goodchild contribuendo come il suo ingegnere. Kelly ha fornito delle vocali supplementari sulla canzone. Thunder è stato mixato da Phil Tan e assistenti Daniela Rivera e Phil Seaford. Eriksen e Hermansen ha registrato la strumentazione della canzone, e Tim Blacksmith e Danny D. sono stati assegnati come i suoi produttori esecutivi. Andrew "McMuffin" Luftman e Scott "Yarmov" Yarmovsky sono stati accreditati come coordinatori di produzione sulla canzone.

## Video musicale
Il videoclip è stato diretto da Emil Nava. La fede cristiana della cantante ha assunto un ruolo importante nello sviluppo sia di Alive che di Thunder e, per questo, fu significativamente incorporata nella produzione del video. «Ecco perché nel video sto lievitando, quella sensazione di essere sollevata verso la luce», ha detto Jessie alla rivista The Mirror. 
Il video la vede che dimostra alcuni passi di danza più classici. In esso, si è mostrata con un taglio corto di cappelli biondi indossando un costume di pelle tonica con ricami neri in posizione strategica e un mantello nero. Ha anche un aspetto più gotico, con il trucco degli occhi nero e il rossetto rosso scuro. Jessie levita, e balla nella sabbia e di fronte a una macchina come le luci lampeggiano intorno a lei.

## Tracce
Download digitale
1. Thunder – 3:35 (Jessica Cornish, Claude Kelly, Tor Erik Hermansen, Benjamin Levin, Mikkel Storleer Eriksen)

Download digitale – EP
1. Thunder (Full Crate Remix) – 4:38
2. Thunder (Erik Arbores Remix) – 5:12
3. Thunder (Erik Arbores Dub) – 5:12
4. Thunder (Instrumental) – 3:34

## Classifiche
| Classifica (2013) | Posizione massima |
| ----------------- | ----------------- |
| Irlanda           | 55                |
| Regno Unito       | 18                |
| Scozia            | 16                |